# Cámara de la Asamblea (Bermudas)
La Cámara de la Asamblea es la cámara baja que junto al Senado conforma el poder legislativo bicameral de Bermudas, llamado Parlamento.

## Término, elección y composición
Según la sección 49 (2) de la Orden Constitucional de Bermuda de 1968, el Gobernador debe disolver el Parlamento cinco años después de su primera reunión después de las elecciones anteriores (a menos que el Premier le aconseje al Gobernador que disuelva el parlamento antes).  Según el artículo 51 (1) de la Constitución, las elecciones generales deben celebrarse a más tardar tres meses después de la disolución.
La Cámara puede forzar la dimisión del gobierno aprobando un voto de censura contra el gobierno.
La Cámara se compone de 36 miembros elegidos por mayoría simple en distritos de un solo escaño. La edad mínima para votar es 18 años.